# Santa Tecla (Barcelona)
Lesglésia de Santa Tecla és un temple catòlic situat a l'avinguda de Madrid i el carrer del Comandant Benítez al districte de les Corts de Barcelona, catalogat com a bé amb elements d'interès (categoria C).

## Història
La parròquia de Santa Tecla fou creada el 1946 pel bisbe Modrego, dins el pla de recuperació i creació d'esglésies després de la Guerra Civil. El 1954 fou nomenat Josep Bachs Cortina com a primer rector, que entre 1955 i 1956 adquirí un terreny de 210 m² (5.500 pams quadrars) al carrer Violant d'Hongria, 49 del barri de Sants, i hi construí una primera capella amb capacitat per a 300 persones.
El març del 1960 s'acabaren els avantprojectes del nou temple, obra de l'arquitecte Josep Soteras i Mauri, i l'abril del 1961, l'Ajuntament de Barcelona cedí gratuïtament un solar de 1.250 m² (33.000 pams) a l'avinguda de Madrid. La nova església entrà en funcionament el 1965, amb Josep Bachs com a rector.

## Edifici
Es tracta d'un edifici d'estil neo-racionalista construït per l'arquitecte Josep Soteras, encara que també se l'ha considerat un exemple de brutalisme arquitectònic per l'ús del formigó i pel seu aspecte d'instal·lació industrial. Consta d'una única nau diàfana amb capacitat per a 800 persones, coberta amb una estructura de ferro que sosté una teulada de perfils triangulars. En contraposició, destaca l'esveltesa del campanar de 29,26 m d'altura fet amb dues pilastres de formigó armat, entre les quals hi ha un carilló de sis campanes, amb una creu de varetes de ferro al capdamunt.
El seu estil modern va suposar un trencament en la construcció les esglésies, i va servir de model a d'altres temples com Sant Ot.
S'hi custodia una relíquia del braç de Santa Tecla, donada per la Catedral de Tarragona.
En el petit parterre que dona a l'avinguda de Madrid hi hagué un monòlit commemoratiu de l'obertura de l'avinguda de Madrid l'any 1966, que comptà amb la benedicció del rector de Santa Tecla.